# Дитяча присипка

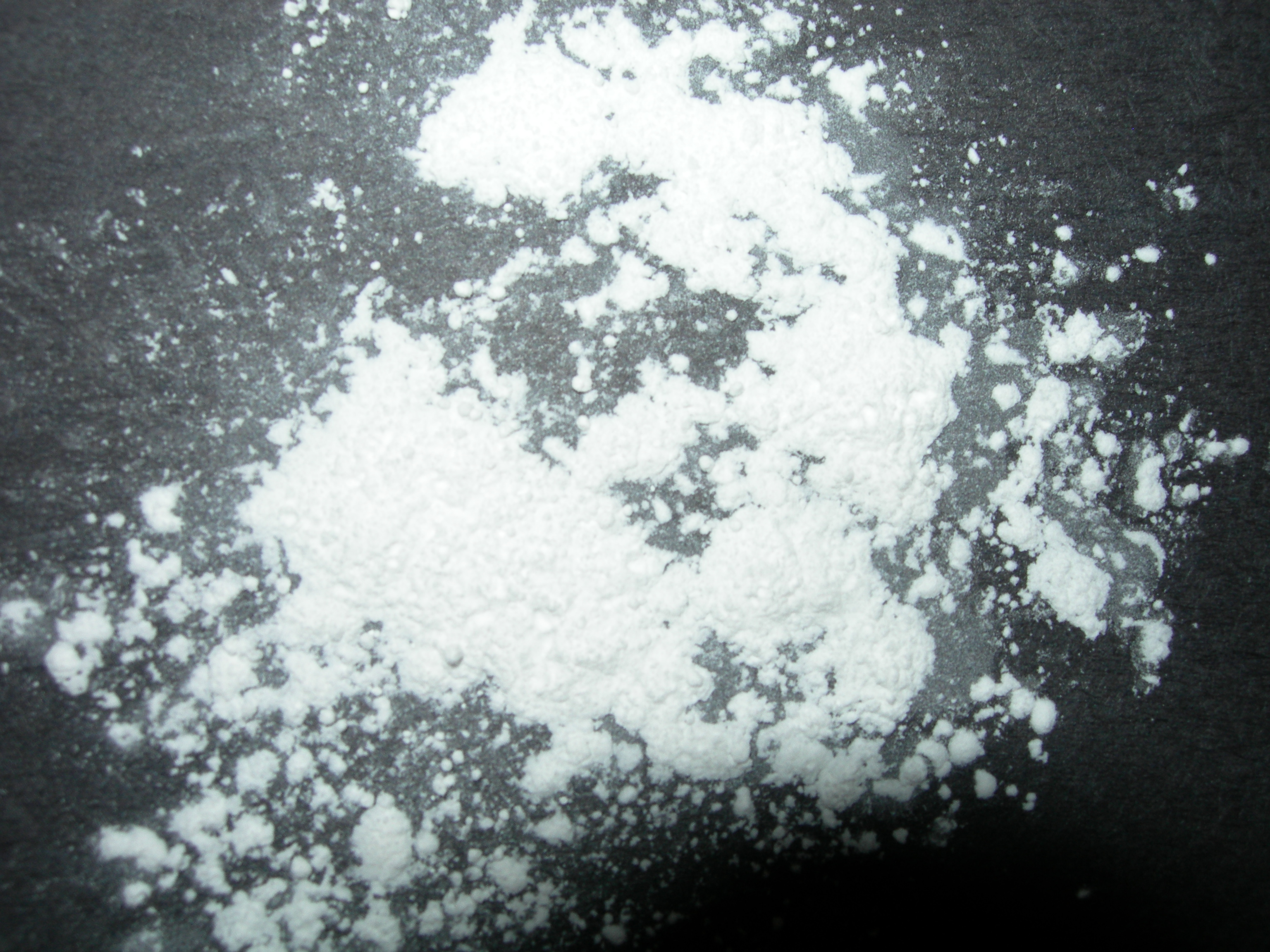
Талькова присипка

Дитяча присипка — це в'яжучий порошок, який використовується для запобігання пелюшкового дерматиту, як дезодорант, та як косметичний засіб. Вона може складатися з тальку (в цьому випадку її ще називають тальковою присипкою) або кукурудзяного крохмалю. Тальковий порошок небезпечний при вдиханні, оскільки він може викликати аспіраційну пневмонію або гранульому. Педіатри в основному віддають перевагу кукурудзяному крохмалю перед тальком, оскільки крохмаль не так легко вдихається. Дитячу присипку також можна використовувати як шампунь, чистячий засіб чи освіжувач повітря.
Деякі дослідження виявили статистичний взаємозв'язок між тальком, що застосовується як присипка в області промежини для дівчат, і частотою виявлення раку яєчників. Проте, не існує консенсусу щодо того, що ці два фактори пов'язані між собою. У 2017 році понад 1000 жінок у США подали позов проти Johnson & Johnson з вимогою покрити можливий ризик виникнення раку через використання дитячої присипки цієї компанії.
Дитяча присипка також використовується як ефективний засіб для усунення жирності волосся або видалення жирних плям на одязі